# Volker Saul
Volker Saul (* 1955 in Düren) ist ein deutscher Bildhauer und Maler.

## Leben und Werk
Von 1977 bis 1982 studierte Saul an der Fachhochschule Köln im Fachbereich Kunst und Design (Kölner Werkschulen), bei Pravoslav Sovak und Franz Dank, bei dem er auch Meisterschüler war. Das Werk des Künstlers besteht aus Wandobjekten, Zeichnungen und Wandmalerei, die sich mit Zeichen, Assoziationen und den sich daraus ergebenden Irritationen beschäftigen. Seine Ende der 1980er Jahre entstandenen, großformatigen, zum Teil in Triptychen angelegten Gemälde, ähneln Schultafeln, bei denen auf dunkelfarbigem Untergrund durch schichtweises Zeichnen mit Kreide und durch Wischungen korrespondierende Großformen entstehen, die „aus der Tiefe des Fonds auftauchen, die obersten als frische über mehr und mehr getilgten gleichsam: fast unsichtbar, dann schemenhaft und schließlich klar tun sie sich hervor aus dem transparent gesättigten, sonoren Bett der Farbe, das, selbst vielfach geschichtet, die Pigmente in unterschiedlicher Dichte abbindet, so dass die Fläche Raum scheint, aus dessen unergründlicher Tiefe die Botschaften herauftreiben.“
Für eine Ausstellung im Raum für Kunst – Elisengalerie in Aachen, bemalte er die Wände der Galerie mit deckenhohen Strichzeichnungen, die amorphe Kopfgebilde zeigten. Ähnliche Arbeiten zeigte er zuvor bereits in der Paraplufabriek Nijmegen und bei seiner Ausstellung im Rheinischen Landesmuseum Bonn. Für die Arbeiten Körperwechsler im Kunstverein Mönchengladbach 2006 zeichnete Saul „...mit der Farbtube, direkt auf das Papier – eine distanzlose Übertragung, bei der die extrem scharf begrenzte, breite Linie jede feinste Bewegung sofort überdeutlich registriert, bei der Fluss und Geschwindigkeit der Bewegung über ihre Qualität entscheiden, so dass sich der Körper mit in die Linie einschreibt.“
Saul hat seine Arbeiten seit 1984 auf über 40 Ausstellungen gezeigt. Er lebt und arbeitet in Köln.

## Ausstellungen (Auswahl)
- 2020: Kunstverein Leverkusen, „The Aftermath - Turning Project“[3]
- 2007: Wall painting and drawings, Chicago
- 2006: Kunstverein Mönchengladbach, PSYCHO. Zeitgenössische Positionen zwischen Seelenheil und Apokalypse
- 2005: Raum für Kunst – Elisengalerie, Aachen
- 2005: Rheinisches Landesmuseum Bonn, mixes and remixes
- 2004: Kunstverein Region Heinsberg; Paraplufabriek, Nijmegen
- 2004: Leopold-Hoesch-Museum, Düren
- 2003: Neue Galerie Graz, MARS
- 1998: Ursula-Blickle-Stiftung, Kraichtal, Malerei jenseits der Malerei
- 1994: Niederrheinischer Kunstverein, Wesel
- 1993: Autoren Galerie Kostka im Wasserturm, Köln
- 1991: Brühler Kunstverein; Dortmunder Kunstverein
- 1989: Von-der-Heydt-Museum, Wuppertal
- 1988: Kunst-Station Sankt Peter, Köln
- 1984: Leopold-Hoesch-Museum, Düren (auch 1989, 1992 und 1996)
- 1983: Kunstpreis junger Westen, Kunsthalle Recklinghausen

## Auszeichnungen und Stipendien
- 1980 WDR Stipendium Köln
- 1985 Arbeitsstipendium der Städtischen Galerie Wolfsburg
- 1987 Stipendium der Günther-Peill-Stiftung, Düren (bis 1989)
- 1988 Artist in Residence Kunst-Station Sankt Peter in Köln.
- 2002 Euregio-Kunstpreis
- 2004 Kunstpreis des Kreises Düren.